# سیارک ۱۳۴۹۲
سیارک ۱۳۴۹۲ (به انگلیسی: 13492 Vitalijzakharov، نامگذاری:1984YE4) سیزده هزار و چهارصد و نود و دومین سیارک کشف شده‌است که در ۲۷ دسامبر ۱۹۸۴ کشف شد.
قدر مطلق سیارک برابر ۲۲.۴ است.